# フィルセ・サンプラー
フィルセ・サンプラー（Philece Sampler、1953年7月16日 - 2021年7月1日）は、アメリカ合衆国の女性声優。ソープオペラ『デイズ・オブ・アワ・ライブス』に出演したことから役者として活動を広めていった。

## 特色
『ボボボーボ・ボーボボ』のビュティと言った少女役や女性の役が多いが『B-伝説 バトルビーダマン』ミエのような母親や『交響詩篇エウレカセブン』のティプトリといった年配の女性役などもこなしている。

## 別名
- ロリ・ヤング(Lori Young)
- ビクトリア・プライン(Victoria Pryne)
- スー・ベス・アーデン(Sue Beth Arden)
- ジェシー・グリーン(Jessie Green)
- デボラ・カニンガム(Debra Cunningham)
- ヴィッキー・グリーン(Vicky Green)
- アレックス・サイモン(Alex Simon)など。

## 出演作品
特記のないものはフィルセ・サンプラー名義での出演。

### テレビアニメ
1999年
- デジモンアドベンチャー（ミミ）

2000年
- ダイノゾーン（レナ）
- デジモンアドベンチャー02（ミミ）

2001年
- デジモンテイマーズ（アリス・マッコイ）
- トランスフォーマー・ロボッツ・イン・ディスガイズ（ケリー、チームスタッフ女、花嫁）
- 吸血姫美夕（美夕の母）
- 六門天外モンコレナイト（ビギナーちゃん）
- デボラ・カニンガム名義
  - るろうに剣心 -明治剣客浪漫譚-（巻町操）

2002年
- デジモンフロンティア（フローラモン ）
- ロリ・ヤング名義
  - ラブひな（青山鶴子）
- ビクトリア・プライン名義
  - X（猫依譲刃）
- デボラ・カニンガム名義
  - ヴァンドレッド（バーネット・オランジェロ）
  - ヴァンドレッド the second stage（バーネット・オランジェロ）
  - GTO（野村朋子）

2003年
- SDガンダムフォース（マーガレット・ギャザームーン市長、ノア）
- ルパン三世 (TV第2シリーズ)（金髪女）
- スー・ベス・アーデン名義
  - 藍より青し（水無月妙子）
  - フィギュア17 つばさ&ヒカル（沢田美奈）
  - LAST EXILE（アリスター・アグリュー）
  - ワイルドアームズ トワイライトヴェノム（ジルーシャ）

2004年
- おねがい☆ツインズ（真下双葉）
- MOUSE（メイの祖母）
- スー・ベス・アーデン名義
  - 藍より青し〜縁〜（水無月妙子）
  - BURN-UP SCRAMBLE（リリカ・エベット）
- デボラ・カニンガム名義
  - BRIGADOON まりんとメラン（かおりの母）

2005年
- 金色のガッシュベル!!（ロリ）
- B-伝説 バトルビーダマン（ミエ、ミス・カラット）
- マシュランボー（ビンカ）
- スー・ベス・アーデン名義
  - サムライチャンプルー
- ジェシー・グリーン名義
  - ビューティフル ジョー（シルビア）
- ヴィッキー・グリーン名義
  - ボボボーボ・ボーボボ（ビュティ）
  - 瓶詰妖精（さらら）
  - ウルトラマニアック（折原マヤ）

2006年
- 韋駄天翔（坂巻駆）
- 交響詩篇エウレカセブン（ティプトリ）
- BLEACH（アヤメ）
- アレックス・サイモン名義
  - ジャングルはいつもハレのちグゥ（ハレ）

2007年
- TOKKO 特公（六条さくら）

2008年
- コードギアス 反逆のルルーシュ

2009年
- らき☆すた（田村ひより）

2019年
- 鬼滅の刃（竈門六太）

### 劇場アニメ
2003年
- スー・ベス・アーデン名義
  - 劇場版カードキャプターさくら 封印されたカード（観月歌帆）
  - サクラ大戦 活動写真（高村椿）
  - 機動戦士ガンダムF91（マヌエラ・パノパ）

2005年
- マダガスカル（ADRボイス）

2008年
- マダガスカル2（ADRボイス）

2013年
- Moshi Monsters: The Movie（ザック）※アメリカ英語版

2014年
- ももへの手紙（大おば）

### OVA
2003年
- スー・ベス・アーデン名義
  - アイドルプロジェクト（レイラ・B・シモンズ）
- ロリ・ヤング名義
  - ラブひな Again（青山鶴子）

### ゲーム
2006年
- 幻想水滸伝V (リムスレーア・ファレナス)

2010年
- サクラ大戦V 〜さらば愛しき人よ〜（夢殿）

2011年
- ゴッドイーター バースト

### 実写映画
1997年
- ロミーとミッシェルの場合（ADRループグループ）

1999年
- 鬼教師ミセス・ティングル（声の出演）

2000年
- ホワット・ライズ・ビニース（ADRループグループ）

2004年
- リディック（ADRループグループ）

2007年
- Mr.ブルックス 完璧なる殺人鬼（ADRループグループ）

2010年
- Lilly's Light（ディー）※共同プロデューサー、脚本も担当

2014年
- The Audition（キャスティング・ディレクター）※監督も担当

### 吹き替え
2002年
- 黒の天使 Vol.2（魔世（天海祐希））

### その他
2008年
- アドベンチャーズ・イン・ボイス・アクティング（本人出演）